# Alberca de Teremendo
La Alberca de Teremendo es un maar localizado al oeste de la comunidad de La Alberca y a 3.5 km al noreste de la comunidad de Teremendo de los Reyes en el municipio de Morelia.
El cuerpo de agua se encuentra en el cráter de un volcán inactivo, cuyo punto más alto se localiza a 2,200 m s. n. m. y cuyo diámetro máximo del cráter es de 950 metros cuya formación se produjo hace aproximadamente 23,000 años. El espejo de agua se encuentra a una altitud de 2050 m s. n. m., tiene una forma de amorfa con un diámetro máximo de 450 metros, un área de 12.4 hectáreas con una profundidad máxima de 12 metros.
Se registraron 316 especies de plantas vasculares de 85 familias en el área que comprende el cráter, entre las cuales se encuentran ejemplares de colorín, cola de tlacuache y cedro americano, los cuales se encuentran identificadas en elgún tipo de riesgo por la NOM-059-SEMARNAT-2010. De la misma forma también se registraron 15 especies introducidas entre las que se encuentran la lenteja de agua, chirimoyo, césped inglés, arrocillo colorado, cola de zorra, pirul, malacote, diente de león, ricino, bola del rey, lengua de vaca, pimpinela escarlata, acelguilla, belladona y tabaquillo sudamericano. También se tiene registro de 78 especies endémicas de México en la zona de la Alberca de Teremendo.
Respecto al material ficológico, fueron identificadas 136 especies de 12 clases, entre las cuales se encuentran las cianobacterias, Chlorophyceae, Trebouxiophyceae, Zygnematophyceae, Euglenophyceae, Dinophyceae, Cryptophyceae, Prymnesiophyceae, Coscinodiscophyceae, Fragilariophyceae, Bacillariophyceae y Synurophyceae.